# Fire Emblem: Ankoku no Miko
Fire Emblem: Ankoku no Miko est un jeu vidéo de type tactical RPG de la série Fire Emblem développé par Intelligent Systems pour Nintendo. Cet épisode devait être le sixième de la série et sortir sur Nintendo 64 en 1998 en exploitant son périphérique 64DD, mais fut annulé car cette entreprise partenaire de Nintendo voulait se concentrer sur le jeu Paper Mario. Shigeru Miyamoto, le père de Mario, en parlait dans plusieurs magazines de l’époque.
Des éléments imaginés pour cet opus seront repris dans l’épisode suivant de la série, Fire Emblem: The Binding Blade, sur Game Boy Advance. De plus, des similitudes entre les rares éléments connus du jeu, la trame scénaristique de la duologie Fire Emblem: Path of Radiance / Radiant Dawn et celle du RPG tactique Berwick Saga sur Playstation 2, développé par Shouzou Kaga, l'un des pères de la série Fire Emblem et game designer des opus Gaiden à Thracia 776 ayant travaillé sur le projet avant son départ d'Intelligent Systems laissent suggérer que ces jeux soient en réalité tous deux partiellement inspirés d'Ankoku no Miko.